# Регіна Спектор
Регіна Іллівна Спектор (англ. Regina Spektor; народилася 18 лютого 1980, Москва) — американська співачка, піаністка, авторка-виконавиця, композиторка й кінорежисерка російського походження.

## Біографія
Народилася в 1980 році в Москві в музичній єврейській родині: її батько, Ілля Спектор — скрипаль і фотограф; мати, Белла Спектор — викладачка музики. Провела дитинство в районі Вихіно. 1989 року разом зі своєю сім'єю переїхала до Нью-Йорка й оселилася в Бронксі.
|  | Дев'ять з половиною, ця половина якраз дуже важлива. Я добре пам'ятаю і Москву, і Пярну в Естонії, куди ми їздили відпочивати влітку. У будинку в нас було багато музики. Ми ходили на концерти, балет і оперу, слухали класичні записи, тато діставав іноземні диски... Для мене все було класичною музикою, і навіть "Бітлз", яких любили у нас вдома. Я не розуміла їх лірики, а лише тра-ля-ля... Англійська вивчалася повільно. Також ми слухали російських бардів з їх простою музикою й витонченою філософською лірикою. |

Закінчила середню єврейську школу «Салантер Аківа Рівердейл Академі» (Salanter Akiba Riverdale Academy) в Бронксі, потім навчалася в єврейській релігійній школі Фріша (Frisch School) в Парамусі (Paramus, Нью-Джерсі) і в державній школі в Фер Лон (Fair Lawn High School). Отримала класичну музичну освіту по класу фортепіано, закінчила консерваторію в штаті Нью-Йорк при Purchase College, по класу композиції.
Авторка текстів і музики, Регіна Спектор виконує свої пісні, акомпануючи собі на фортепіано або гітарі.
Перший альбом Регіни Спектор «11:11» був записаний в студіях Purchase College в 2000 році разом з басистом Крісом Кафнером, продюсером був Річі Кастеллано, а співпродюсеркою — Регіна Спектор (всі вони були студентами консерваторії в той час).
Другий альбом був записаний протягом одного дня, на Christmas Day 25 грудня 2001, у Мангетенській студії «Антена» продюсером Джо Мендельсоном (Регіна знову була співпродюсеркою). Спершу запис призначався для архіву, всього цього дня було записано 27 пісень, з одного разу, без дублів. Пізніше Регіна відібрала 12 з них і в 2001 році випустила альбом «Songs».
Обидва альбоми Регіна Спектор поширювала серед своїх друзів та відвідувачів клубів.
Одного разу відомий ударник з рок-гурту «They Might Be The Giants» Алан Безозі, що пробував свої сили також як продюсер і який почав працювати з Регіною, запросив свого друга, продюсера відомої групи «The Strokes» Гордона Рафаела, на концерт Регіни Спектор. Вона йому так сподобалася, що він негайно почав записувати її у своїй Нью-Йоркській студії, а потім запросив її до Лондона для завершення, і в 2003 році випустив третій альбом співачки «Soviet Kitsch» на власній фірмі звукозапису. Співпродюсерами альбому були Алан Безозі та Регіна Спектор. Альбом почав продаватися в 2003 році під час північноамериканського туру всесвітньо відомої рок-групи «The Strokes», яка запросила Регіну Спектор як «opener». У цій же якості Регіна продовжила гастролі до кінця 2003 року з відомої рок-групою «Kings of Leon» в Європі, a влітку 2005 року виступала з відомої британською рок-групою «Keane» в США.
У 2004 році з Регіною Спектор уклала контракт компанія «Sire», дочірня компанія імперії «Warner», в історії якої — альбоми Мадонни, «Depeche Mode», «Ramones», «Talking Heads» та інші. «Sire» / «Warner» взяла готовий альбом «Soviet Kitsch» як перший реліз співачки на цій фірмі звукозапису і стала її дистриб'ютором. У записі треку № 7 на цьому альбомі («Whisper») брав участь її молодший брат Борух Бер Спектор (Boruch Bear Spektor). Йому також присвячена пісня «Bear Spektor».
Ранні альбоми Регіни Спектор, «11:11» і «Songs», досить важко знайти, оскільки вони продавалися тільки в США, хоча альбом-компіляція, що включає найкращі пісні з трьох попередніх альбомів, Mary Ann Meets the Gravediggers and Other Short Stories, що вийшов у 2006 році у Великій Британії, продається у всіх країнах світу.
Продюсером альбому «Begin to Hope», що вийшов у червні 2006 року, став Девід Кан, відомий, зокрема, своєю співпрацею з Полом Маккартні. Регіна, як завжди, була співпродюсером, а серед музикантів є гітарист Нік Валенси з рок-групи «The Strokes», а також гітарист Рости Андерсон, який працював з Полом Маккартні. Альбом вийшов у двох варіантах: звичайний (1 диск, 12 пісень, біла обкладинка) і спеціальне видання (2 диски, де на додатковому диску ще 5 пісень, жовта обкладинка).
У 2009 році вийшов черговий альбом співачки «Far», продюсером якого значиться знаменитий Джефф Лінн, лідер групи ELO.

## Досягнення
У 2006 році Регіна Спектор займає горішній рядок відомого журналу «Billboard» — альбом «Begin to Hope» очолив чарт «Top Heatseekers», хіт-парад найвидатніших молодих виконавців. У набагато престижнішому Billboard 200 вона зайняла досить високу позицію No. 20. У листопаді 2007 року альбом «Begin to Hope» став «золотим» у США (500 000 копій продано). За результатами року журнал Rolling Stone включив її пісню «Fidelity» до числа найкращих 25-ти пісень року.

## Творчість
Навесні 2008-го Спектор написала і виконала фінальну пісню («The Call») до діснеївських фільмів «Хроніки Нарнії: Принц Каспіян» («The Chronicles of Narnia: Prince Caspian»), що вийшов на екрани в травні 2008 року. Пісня була також додана до звукового альбому «The Chronicles of Narnia: Prince Caspian Soundtrack», який дебютував на Billboard 200 під номером 26 у третій тиждень травня 2008 року.
Дві пісні Регіни («Us» і «Hero») лунають у фільмі 500 днів літа.
Пісня Fidelity звучить у фільмі «Кохання та інші ліки» (англ. Love and other drugs). Пісня «On the radio» лунає у фільмі «Красуня і чудовисько».

## Дискографія
Студійні альбоми
- 2001 — 11:11 (Regina Spektor)
- 2002 — Songs (Regina Spektor)
- 2004 — Soviet Kitsch (Regina Spektor/Shoplifter/Sire)
- 2006 — Begin to Hope (Sire)
- 2009 — Far
- 2012 — What We Saw from the Cheap Seats
- 2016 — Remember Us to Life
- 2022 — Home, Before and After

Сингли і Короткі Диски (EP)
- 2003 — Reptilia b/w Modern Girls & Old Fashion Men by The Strokes (Rough Trade)
- 2004 — Your Honor / The Flowers (Shoplifter)
- 2005 — Live at Bull Moose EP (Sire)
- 2005 — Carbon Monoxide (Transgressive)
- 2006 — Us (Transgressive)
- 2006 — On the Radio (Sire) UK #60
- 2006 — Fidelity (Sire)
- 2007 — Live in California 2006 EP (Sire)

Компіляції
- 2000 — Public Domain (Purchase Records)
- 2005 — Mary Ann Meets the Gravediggers and Other Short Stories (Transgressive)
- 2007 — Instant Karma: The Amnesty International Campaign to Save Darfur
- 2008 — The Chronicles of Narnia: Prince Caspian (саундтрек)
- 2009 — (500) Days of Summer (саундтрек)